# Reinhold Baumstark (Kunsthistoriker)

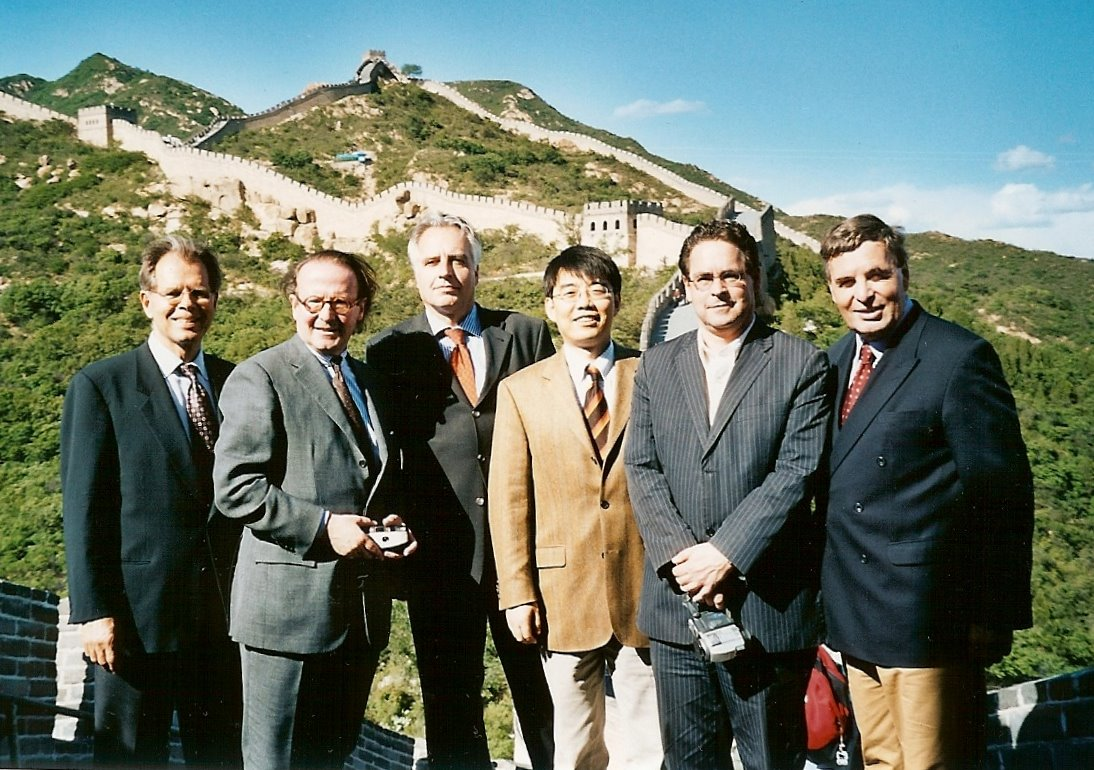
Reinhold Baumstark (ganz rechts) 2004 in China

Reinhold Michael Baumstark (* 19. Februar 1944 in Hahnenklee-Bockswiese) ist ein deutscher Kunsthistoriker. Von 1999 bis 2009 war er Generaldirektor der Bayerischen Staatsgemäldesammlungen.

## Leben
Baumstark, ein Enkel des Bonner Orientalisten Anton Baumstark und Urenkel des badischen Politikers Reinhold Baumstark, besuchte von 1955 bis 1962 das Ratsgymnasium in Münster. Nach seinem Abitur 1965 in Detmold nahm er an der Universität Münster ein Studium der Kunstgeschichte, Archäologie und Alten Kirchengeschichte auf. 1966/67 führte ihn ein Studienaufenthalt an die Universität München. 1969/70 hielt er sich als Stipendiat am Warburg Institute der University of London auf. Schließlich wurde er 1971 in Münster bei Georg Kauffmann mit einer Arbeit über Die Allegorien zu Krieg und Frieden des Peter Paul Rubens und seiner Werkstatt promoviert.
Ein Stipendium des Landes Nordrhein-Westfalen ermöglichte ihm einen Forschungsaufenthalt am Zentralinstitut für Kunstgeschichte in München. Nach einer kurzen Anstellung als wissenschaftlicher Volontär an den Kunstsammlungen in Augsburg arbeitete er von 1974 bis 1976 als Sekretär für die Ausstellung Kurfürst Max Emanuel – Bayern und Europa um 1700 am Bayerischen Nationalmuseum. 1976 ging er nach Liechtenstein, um dort auf Schloss Vaduz die private Kunstsammlung von Fürst Franz Josef II. zu leiten. 1991 kehrte er nach München zurück und übernahm als Generaldirektor die Leitung des Bayerischen Nationalmuseums. Im August 1999 wurde er als Nachfolger von Peter-Klaus Schuster Generaldirektor der Bayerischen Staatsgemäldesammlungen.
Wiederholt übernahm Baumstark Lehraufträge, so 1982–1984 an der Universität Münster, 1987 am J. Paul Getty Museum in Malibu, 1988 an der Universität Bern und 1989 an der Universität Zürich.
Seit 2003 ist Baumstark korrespondierendes Mitglied der Klasse für Geisteswissenschaften der Nordrhein-Westfälischen Akademie der Wissenschaften und der Künste.
Zum 28. Februar 2009 ging Baumstark in den Ruhestand.
Baumstark ist Mitglied im Kuratorium der Eugen-Biser-Stiftung sowie Mitglied und früherer Vorsitzender des Stiftungsrats der Carl Friedrich von Siemens Stiftung.

## Auszeichnungen und Ehrungen
- 2005 Bayerischer Verdienstorden
- 2008 Bayerischer Maximiliansorden für Wissenschaft und Kunst. Der Maximiliansorden wird in Anerkennung für herausragende Leistungen auf den Gebieten von Wissenschaft und Kunst verliehen und ist die höchste staatliche Ehrung des Freistaates Bayern.
- 2011: Großes Verdienstkreuz der Bundesrepublik Deutschland[3]

## Veröffentlichungen (Auswahl)
- Herausgeber: Flämische Barockmalerei – Staatsgalerie Neuburg an der Donau, DuMont Buchverlag, Köln 2005, ISBN 978-3-8321-7576-4
- Herausgeber: Alte Pinakothek. Die Meisterwerke , DuMont Buchverlag, Köln 2006, ISBN 978-3-8321-7592-4
- Herausgeber: Johann Wilhelms Bilder. Der Sammler und Mäzen, 2  Bände, Hirmer, München 2009; Katalogbuch zur Ausstellung, ISBN 978-3-7774-6075-8; ISBN 978-3-7774-6085-7